# Patrick McVey
Patrick McVey (Fort Wayne, 17 marzo 1910 – New York, 6 luglio 1973) è stato un attore statunitense.
Lo si ricorda per aver recitato in tre serie televisive degli anni '50: I segreti della metropoli, Boots and Saddles e Manhunt. Al cinema è comparso in numerosi film, spesso non accreditato, specialmente negli anni '40 e '50.

## Filmografia parziale

### Cinema
- Benvenuto straniero! (Welcome Stranger), regia di Elliott Nugent (1947)
- La città minata (The Big Caper), regia di Robert Stevens (1957)
- Il dominatore di Chicago (Party Girl), regia di Nicholas Ray (1958)
- Intrigo internazionale (North by Northwest), regia di Alfred Hitchcock (1959)
- Inchiesta pericolosa (The Detective), regia di Gordon Douglas (1968)
- Desperate Characters (Desperate Characters), regia di Frank D. Gilroy (1971)
- I visitatori (The Visitors), regia di Elia Kazan (1972)
- Batte il tamburo lentamente (Bang the Drum Slowly), regia di John Hancock (1973)

### Televisione
- I segreti della metropoli (Big Town) – serie TV, 168 episodi (1950-1954)
- Telephone Time – serie TV, episodio 2x14 (1956)
- The 20th Century-Fox Hour – serie TV, episodio 2x14 (1957)
- Conflict – serie TV, episodio 1x15 (1957)
- Boots and Saddles – serie TV, 34 episodi (1957-1958)
- The Restless Gun – serie TV, episodio 1x18 (1958)
- Flight – serie TV, episodio 1x21 (1958)
- The Rough Riders – serie TV, episodio 1x09 (1958)
- Sugarfoot – serie TV, episodio 1x17 (1958)
- Maverick – serie TV, 2 episodi (1958-1959)
- The Further Adventures of Ellery Queen – serie TV, episodio 1x14 (1959)
- The Texan – serie TV, episodio 1x17 (1959)
- Bonanza – serie TV, episodio 1x05 (1959)
- Indirizzo permanente (77 Sunset Strip) – serie TV, episodio 1x22 (1959)
- Ricercato vivo o morto (Wanted: Dead or Alive) – serie TV, episodio 1x31 (1959)
- Manhunt – serie TV, 78 episodi (1959-1961)
- Bourbon Street Beat – serie TV, episodio 1x37 (1960)
- General Electric Theater – serie TV, episodi 10x24-10x25 (1962)
- Have Gun - Will Travel – serie TV, episodio 6x09 (1962)
- Gunsmoke – serie TV, episodio 8x25 (1963)
- Il virginiano (The Virginian) – serie TV, episodio 1x17 (1963)
- La grande avventura (The Great Adventure) – serie TV, episodio 1x15 (1964)
- Mr. Broadway – serie TV, episodio 1x04 (1964)
- The Nurses – serie TV, episodio 3x19 (1965)
- Hawk l'indiano (Hawk) – serie TV, episodio 1x07 (1966)
- The Doctors – serie TV, 7 episodi (1972)